# 10 Years (Lied)
10 Years (englisch für „10 Jahre“) ist ein englischsprachiger Popsong des isländischen Sängers Daði Freyr. Er und seine Band Gagnamagnið vertraten damit Island beim Eurovision Song Contest 2021 in Rotterdam, und erzielten den 4. Platz.

## Hintergrund und Produktion
2020 hatten Daði og Gagnamagnið 2020 mit dem Lied Think About Things den isländischen Vorentscheid für den Eurovision Song Contest, Söngvakeppnin, gewonnen. Nachdem der Eurovision Song Contest 2020 aufgrund der COVID-19-Pandemie abgesagt werden musste, wurde am 23. Oktober 2020 verkündet, dass die isländische Rundfunkanstalt RÚV die Gruppe intern für den Eurovision Song Contest 2021 ausgewählt hatte. Das Lied 10 Years wurde am 13. März 2021 veröffentlicht, zuvor war eine 90-minütige Dokumentation über den Weg der Band Daði og Gagnamagnið zum Eurovision Song Contest ausgestrahlt worden.
Aufgrund der Regeländerung des Eurovision Song Contests 2021, die aufgezeichneten Begleitgesang ermöglichte, startete Daði Freyr einen Aufruf, dass Fans Aufnahmen einsenden konnten, die zu einem Chor zusammengefügt Teil des Backgroundgesangs des Auftritts beim ESC werden sollten.
Musik und Text wurden von Daði Freyr geschrieben.

## Musik und Text
Nachdem sich der vorherige Titel Think About Things, dem Verhältnis zu seiner Tochter gewidmet hatte, behandelt 10 Years die Beziehung Daði Freyrs zu seiner Frau Árný Fjóla Ásmundsdóttir. Der Text beschreibt die 10-jährige Beziehung der beiden und erklärt, dass Daði sich erst durch sie vollständig fühlt und er die gemeinsame Zeit genießt.

## Beim Eurovision Song Contest
Am 19. November 2020 kündigte die Europäische Rundfunkunion an, dass die ausgeloste Startreihenfolge für den 2020 abgesagten Eurovision Song Contest beibehalten werde. Island trat somit in der ersten Hälfte des zweiten Halbfinales am 20. Mai 2021 an. Am 30. März gab der Ausrichter bekannt, dass Island die Startnummer 8 erhalten hat. Im zweiten Halbfinale und im Finale waren Daði og Gagnamagnið mit einer Video-Aufnahme von der zweiten Probe im Rotterdam Ahoy dabei. Ein Bandmitglied war in Rotterdam positiv auf Covid-19 getestet worden. Ein zweites Bandmitglied wurde später bei der Rückkehr nach Island positiv auf Covid-19 getestet.
Mit seinem Auftritt im zweiten Halbfinale erreichte das Land das Finale, am 21. Mai 2021 wurde die Startreihenfolge bekanntgegeben. Daði og Gagnamagnið traten somit als zwölfte von 26 Interpreten auf. Sie erreichten mit ihrem Beitrag schlussendlich den 4. Platz mit insgesamt 378 Punkten. Von der Jury erhielten sie zunächst 198 Punkte und waren damit auf Platz 5, durch das Televoting kamen aber noch 180 Punkte hinzu, womit der Beitrag bei den Zuschauern den 4. Rang erreichte.

## Veröffentlichung und Musikvideo
Lied und Musikvideo wurden am 13. März 2021 veröffentlicht.

## Kommerzieller Erfolg
| ChartsChartplatzierungen     | Höchstplatzierung | Wochen |
| ---------------------------- | ----------------- | ------ |
| Schweiz (IFPI)               | 80 (1 Wo.)        | 1      |
| Vereinigtes Königreich (OCC) | 43 (2 Wo.)        | 2      |